# Tiéfing Konaté
Pour les articles homonymes, voir Konaté.
Le général Tiéfing Konaté est un gendarme et homme politique malien, né le 30 septembre 1954 à Bamako.
Tiéfing Konaté est diplômé de l’École militaire interarmées de Kati, du cours Supérieur de l’École des officiers de gendarmerie de Melun et de l'École d’État-major de la gendarmerie de Maisons-Alfort.
Sous-lieutenant puis lieutenant, Tiéfing Konaté gravit les échelons dans la gendarmerie nationale où il passe la plus grande partie de sa carrière. 
En 1993-1994, il est chargé de mission à la présidence de la République, puis chef d'État-major de la gendarmerie nationale entre 1994 et 2000. Il occupe ensuite les fonctions de conseiller technique au ministère de la Sécurité Intérieure et de la Protection Civile entre 2000 et 2008, avant d'être nommé directeur de la Gendarmerie nationale, poste qu'il occupe entre 2008 et 2011. Chef de cabinet au ministère de la Sécurité intérieure et de la Protection civile, il est nommé Ministre de la Sécurité Intérieure et de la Protection Civile le 25 avril 2012 dans le Gouvernement de Cheick Modibo Diarra le 25 avril 2012. Il est reconduit dans ce poste dans le gouvernement d'union nationale de Cheick Modibo Diarra le 20 août 2012 puis dans le gouvernements Cissoko I et II. Proche du général putschiste Haya Sanogo, il ne fait pas partie du gouvernement Ly formé le 8 septembre après l'élection d'IBK.